# 백봉이민진정려
백봉이민진정려는 대한민국 충청남도 논산시 연산면에 있는 문화재이다. 1996년 12월 30일 논산시의 향토문화유산 제19호로 지정되었다.

## 개요
정려는 정면, 측면 각 1칸으로 8각의 높은 주초석에 둥근 기둥을 세우고 팔작지붕을 올렸다. 사면은 홍살로 두르고 하방을 시멘트로 막았으며, 정려각 주변에 철창담을 둘러 정려를 보호하고 있다.정려 앞에 노비 영상과 귀상의 충노비가 세워져 있다.